# Esprit de l'escalier
 (avril 2024).
L’esprit de l’escalier (ou esprit d’escalier) est une expression française signifiant que l’on pense souvent à ce que l’on aurait pu et dû dire de plus juste, après avoir quitté ses interlocuteurs (lorsqu'on se retrouve au bas de l'escalier de leur demeure).
Elle désigne une personne sans esprit de repartie, victime ou témoin d'une pique en société, qui ne saurait réagir immédiatement et ne trouverait les mots pour répliquer qu'une fois parvenue au bas des escaliers de la demeure, alors même qu'elle s'apprête à quitter les lieux.

## Origine
L'expression est attestée pour la première fois en 1773 dans le Paradoxe sur le comédien de Diderot : 

« Je l’aborde ; je jette mes bras autour de son cou ; la voix me manque, et les larmes me coulent le long des joues. Voilà l’homme sensible et médiocre. Sedaine, immobile et froid, me regarde et me dit : « Ah ! Monsieur Diderot, que vous êtes beau ! » Voilà l’observateur et l’homme de génie.
Ce fait, je le racontais un jour à table, chez un homme que ses talents supérieurs destinaient à occuper la place la plus importante de l’État, chez M. Necker ; il y avait un assez grand nombre de gens de lettres, entre lesquels Marmontel, que j’aime et à qui je suis cher. Celui-ci me dit ironiquement : « Vous verrez que lorsque Voltaire se désole au simple récit d’un trait pathétique et que Sedaine garde son sang-froid à la vue d’un ami qui fond en larmes, c’est Voltaire qui est l’homme ordinaire et Sedaine l’homme de génie ! » Cette apostrophe me déconcerte et me réduit au silence, parce que l’homme sensible, comme moi, tout entier à ce qu’on lui objecte, perd la tête et ne se retrouve qu’au bas de l’escalier. »

Jean-Jacques Rousseau, qui se reconnaît comme affligé au plus haut point de l’esprit de l’escalier (sans utiliser cette expression, qui n'apparaît que plus tard), s’étend longuement, dans ses Confessions sur toutes les bévues, les bafouillages qu’il a commis en société, et qui ont grandement contribué à faire de lui le misanthrope qu’il devint. Il a dit de lui-même qu’il ferait « une fort jolie conversation par la poste ». Cependant, il ne s'agit pas d'un esprit de l'escalier au même sens que Diderot, une paralysie temporaire de l'esprit qui ne retrouverait ses aptitudes que juste après coup, une fois en bas de l'escalier ; mais plutôt d'une inaptitude à penser et à énoncer vite, c'est-à-dire dans la foulée, et donc, d'une nécessité de prendre des heures ou des jours pour réfléchir à une question ou bien tourner une phrase.
Verlaine se dit également affligé par ce problème : « L'autre jour, avec cet esprit de l'escalier qui me caractérise, j'ai réfléchi que vous aviez été des moins explicites quant aux sommes dont Chanzy peut se reconnaître redevable envers moi. »
Il va sans dire que l'esprit de repartie peut confiner au ridicule, à la bévue, à l'idiotie, aux facéties : d'où la nécessité de prendre du recul, position qui caractérise un intellectuel comme Diderot.

### Confusion fréquente
Cette expression est parfois employée (ou comprise) à tort dans le sens : avoir un esprit qui fait des associations d'idées rapidement,

## Titres
L'Esprit de l'escalier est le titre donné par l'artiste François Morellet à ses vitraux conçus en 2010 de façon pérenne dans l'escalier Lefuel du Musée du Louvre.
L'Esprit de l'escalier fut aussi le titre d'une émission radiophonique pendant plusieurs années sur RCJ, animée par Élisabeth Lévy et Alain Finkielkraut.